# Kirche von Fröjel

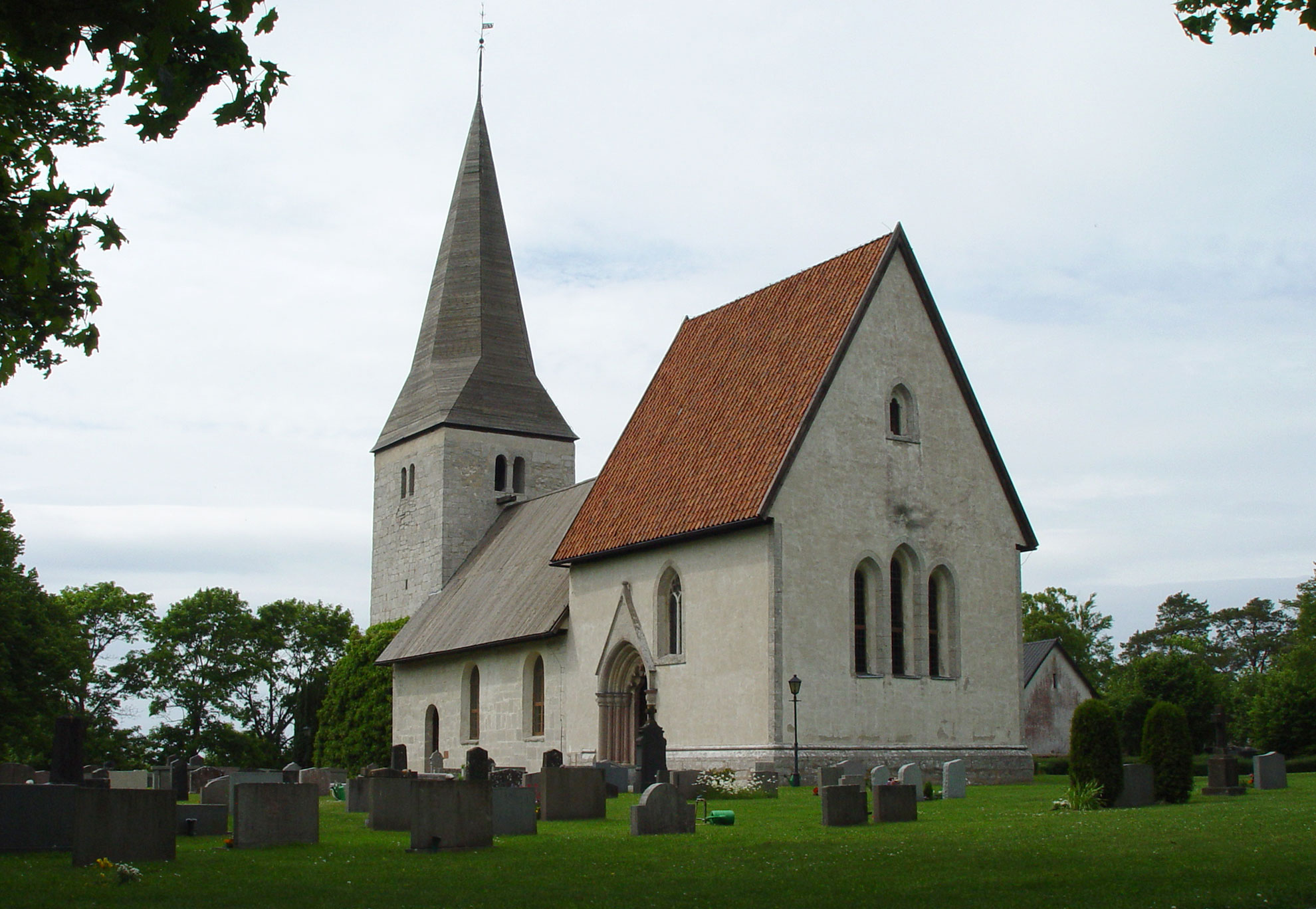
Kirche von Fröjel von Osten

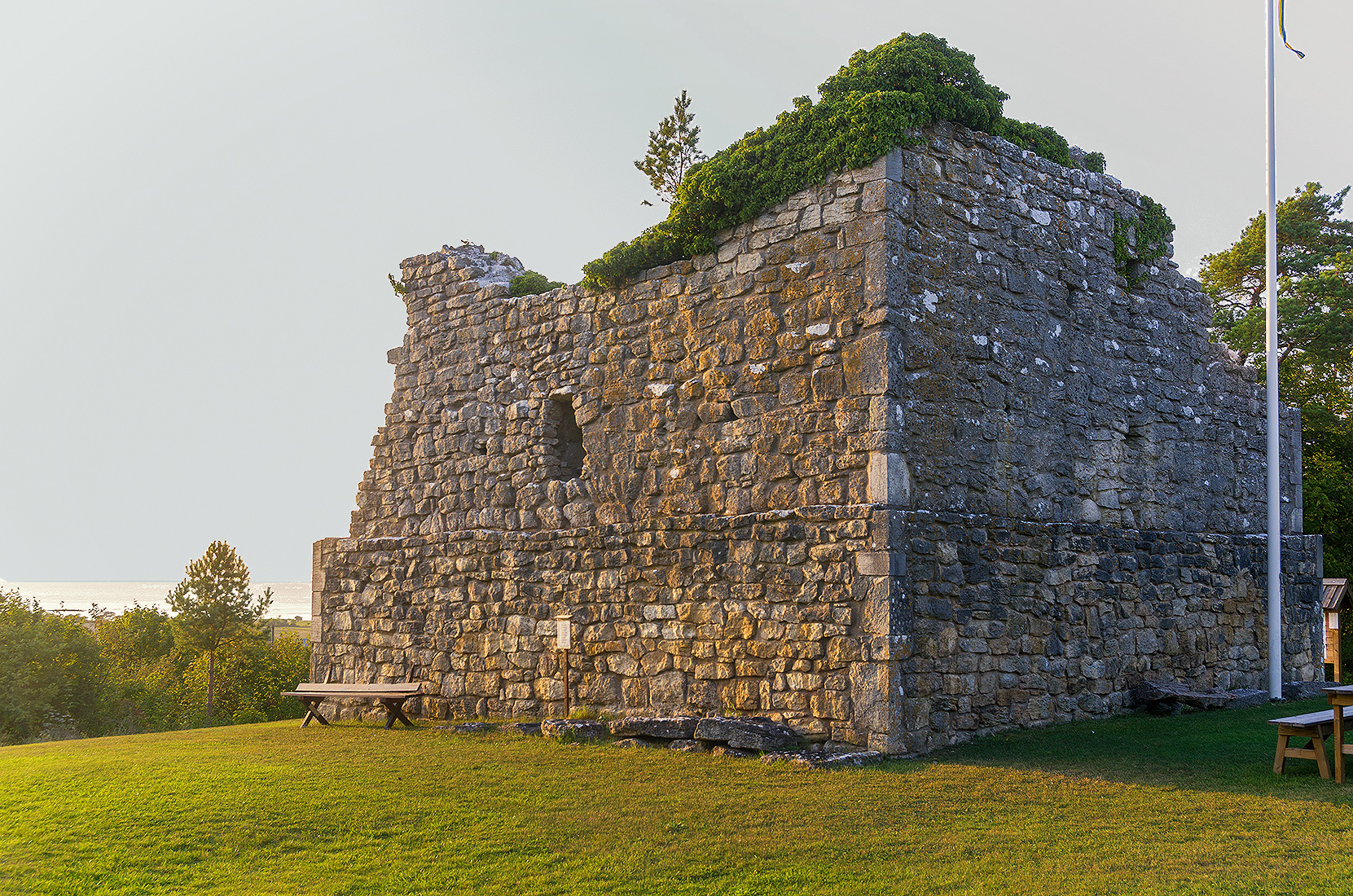
Kastal an der Kirche von Fröjel

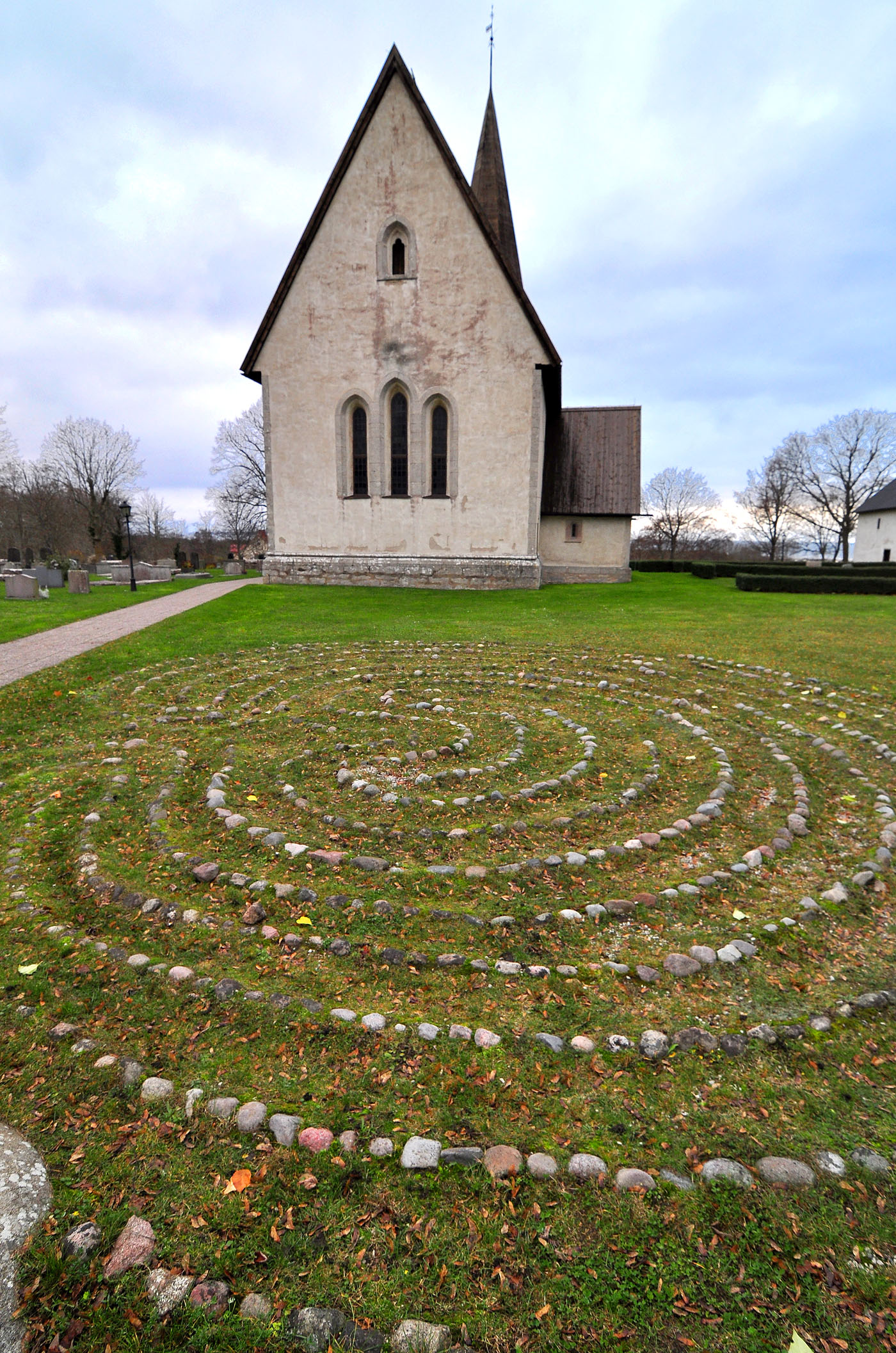
Labyrinth an der Kirche von Fröjel

Die Kirche von Fröjel (schwedisch Fröjel kyrka) ist eine Landkirche auf der schwedischen Insel Gotland. Sie gehört zur Kirchengemeinde (schwed. församling) Fröjel sowie zum Bistum Visby. Die Sattelkirche gilt als eine der am schönsten gelegenen auf Gotland.

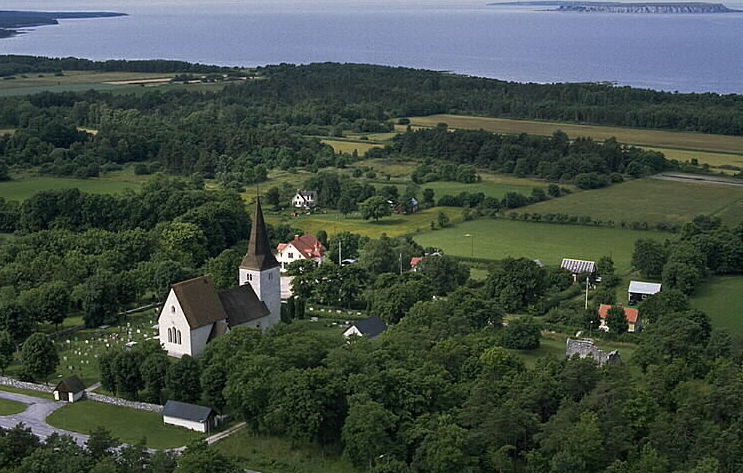
Kirche von Fröjel

## Lage
Die Kirche befindet sich in Fröjel an der Westküste der Insel, 34 km südlich von Visby und ist damit eine der Kirchen auf Gotland, die am nächsten am Meer liegen. Sie steht etwas erhöht auf einem Strandwall mit einer weiten Aussicht in Richtung Stora Karlsö und Lilla Karlsö im Westen.

## Kirchengebäude
Die Kirche ist aus Kalkstein gebaut. Sie besteht aus einem durch eine gerade Wand abgeschlossenen Chor mit Sakristei im Norden, einem gleich breiten, aber längeren Langhaus und einem Westturm. Der Kirchturm wird auf seiner Westseite durch ein breites Strebewerk gestützt. Das Langhaus hat im Norden und im Süden Portale, der Chor im Süden. Ein ursprünglicher Zugang zum Turm wird durch das Strebwerk blockiert.
Das Langhaus vom Ende des 12. Jahrhunderts ist am ältesten; es wurde in der ersten Hälfte des 13. Jahrhunderts durch den Turm komplettiert. Der große Chor, der wahrscheinlich einen älteren ersetzte, und die gleich alte Sakristei wurden ungefähr 1300 als erster Schritt für einen nie vollendeten Neubau der Kirche errichtet. Die Fassade und das Langhaus bestehen aus Quadersteinen.
Die romanischen Langhausportale sind einfach gehalten. Die Architektur des Chors ist gotisch. Das Portal hat reichhaltige architektonische Ausformungen mit einem krönenden Dreiecksgiebel. Das Südfenster des Chores und die drei Ostfenster sind noch ursprünglich. Das Südfenster des Langhauses stammt ungefähr von 1850.
Im Inneren ist der Chor durch ein gemauertes Kreuzgewölbe gedeckt. Das Langhaus ist von einem Tonnengewölbe aus hölzernen Segmentbögen gedeckt, das 1935–1938 als Ersatz für ein flaches Innendach eingefügt wurde, um die gemauerte Umfassung des Triumphbogens freizulegen. Der Teil des Turmraumes, der mit dem Kirchenraum verbunden ist, ist mit einem Holzdach gedeckt.
Im Chor gibt es Malereien auf der Mauer vom Anfang des 14. Jahrhunderts und einen Wandschrank mit reich geschmückten Türen. Die Kirche hat ein paar bemerkenswerte Inventargegenstände: Das reich mit Skulpturen geschmückte Triumphkreuz stammt ungefähr von 1300. Der Taufstein hat einen Fuß aus dem 12. Jahrhundert und ein Taufbecken mit naiven Figuren aus dem 14. Jahrhundert. Die Kanzel stammt ungefähr von 1600 mit ursprünglich gemalten Bildern der Evangelisten. Der hohe Altar aus Sandstein wurde 1634 angefertigt.

## Umgebung

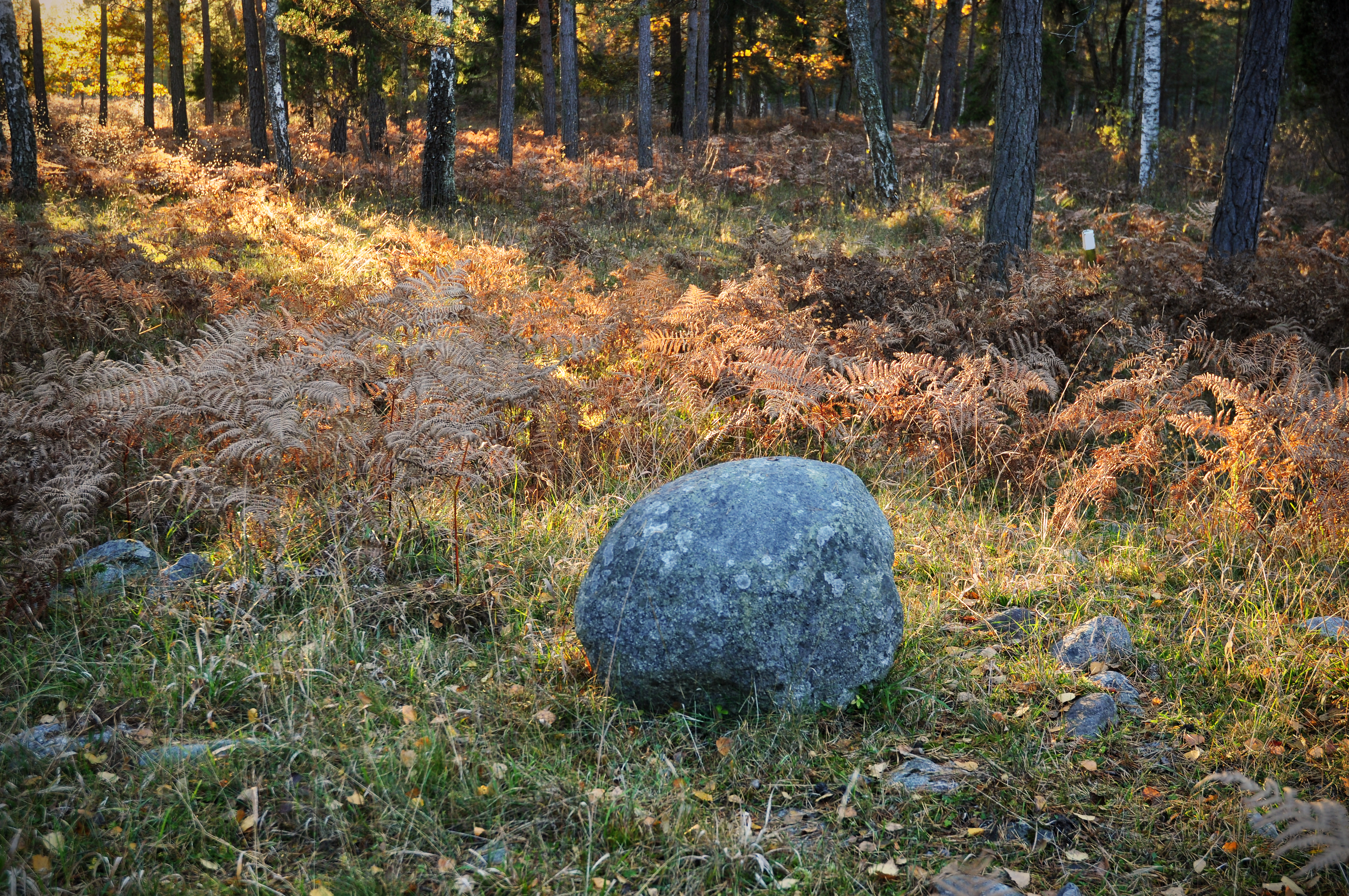
Grabkugel auf dem Grabfeld von Sälle bei Fröjel

Fröjel war einst ein wichtiger Hafen der Wikinger. Heute bedeckt eine Wiese den verlandeten Hafen und das Gräberfeld der Wikinger. Ausgräber stießen auf das Skelett einer Frau, deren Gesicht nach unten gekehrt war und deren Arme auf dem Rücken gekreuzt lagen.
Südöstlich der Kirche gibt es Reste einer alten Wallburg. Nördlich der Kirche steht die Ruine eines mittelalterlichen Kastals. Die ursprüngliche Höhe des viereckigen Turms ist unbekannt. Balkenlöcher auf der Innenseite weisen auf mehrere Etagen hin. Der Kirchhof hat zwei Eingangsportale, von denen das westliche zusammen mit einem Stück der angrenzenden Mauer mittelalterlich ist und aus dem späten 13. Jahrhundert stammt. Zwischen dem östlichen Eingangsportal und der Kirche liegt innerhalb des Kirchhofs ein Labyrinth unbekannten Alters, eine sogenannte Trojaburg.
Mit Fröjel sind mindestens zwei gotländische Bildsteine verbunden. Der einer ist der „Härstain“ (auch als Herrstain, Ärestain und Höjestain bekannt). Er ist einer der wenigen Bildsteine auf Gotland, die an ihrem ursprünglichen Platz stehen. Es stammt aus der germanischen Eisenzeit. Die ursprüngliche Inschrift ist nicht mehr sichtbar. Der zweite Bildstein kam 1999 bei Ausgrabungen vorchristlicher Grabstätten nordwestlich der Kirche zutage. Der Stein war in zwei Teile zerbrochen. Die eine Hälfte lag am Kopfende eines Grabes und die andere an dessen Fußende. Er stammt aus der Zeit um 700 oder 800 v. Chr. und ist vielleicht hundert Jahre später in zwei Teilen als Grabstein wiederverwendet worden.

## Etymologie
Der Name Fröjel geht, wie auch andere dänische und schwedische Ortsnamen mit dem Präfix Frö- oder Frej- (z. B. Frejlev auf Lolland oder Frøslev bei Apenrade), auf die Göttin Freya zurück.

## Inventar

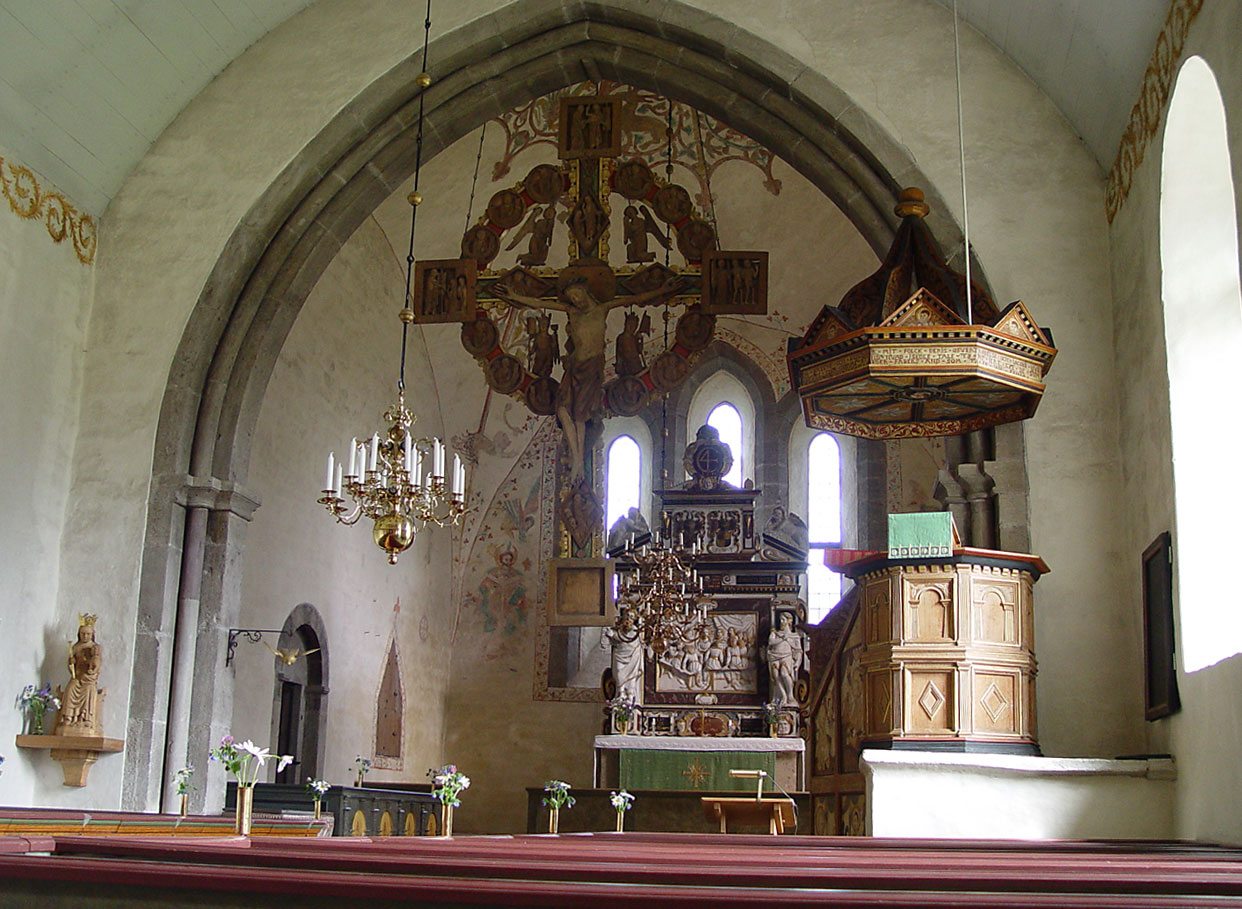
Der Chor mit Kanzel und Triumphbogen
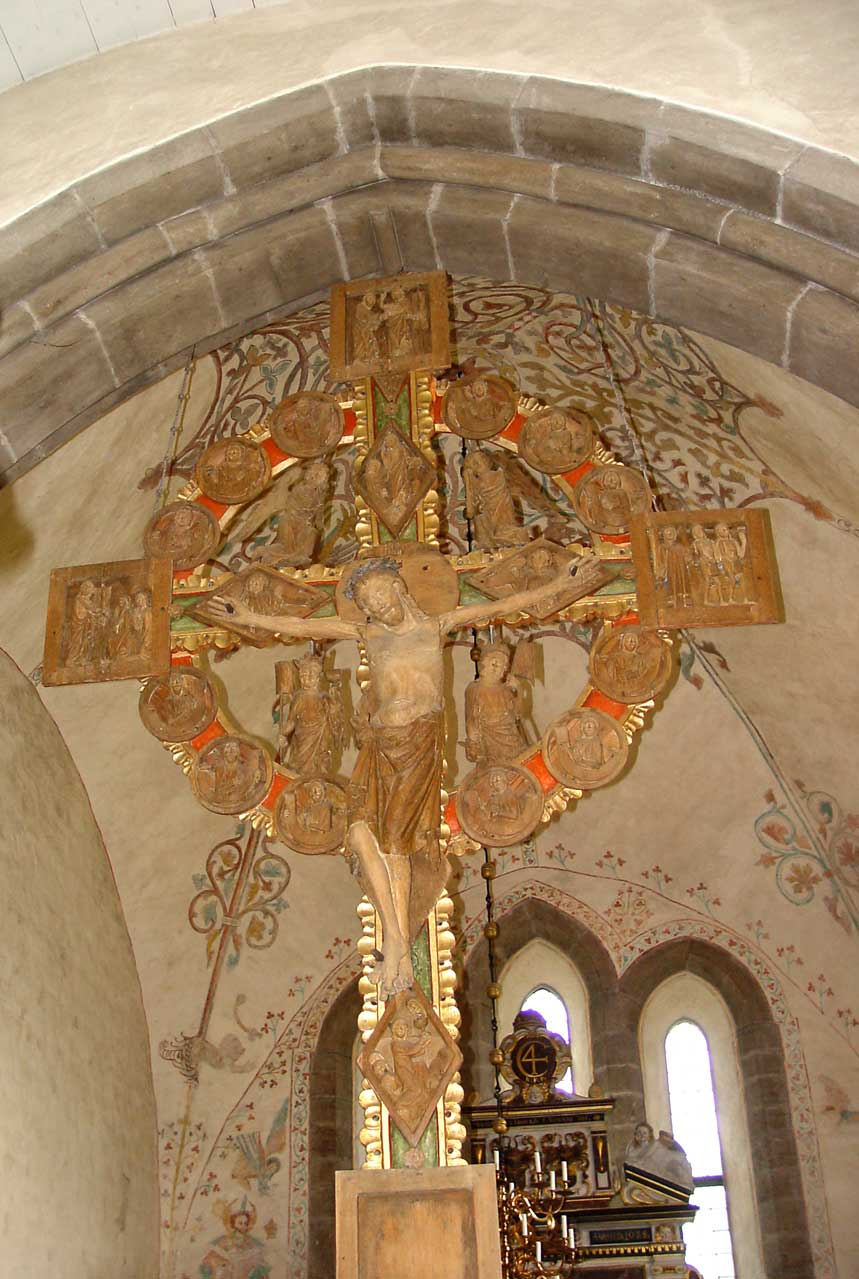
Triumphkreuz ca. 1300
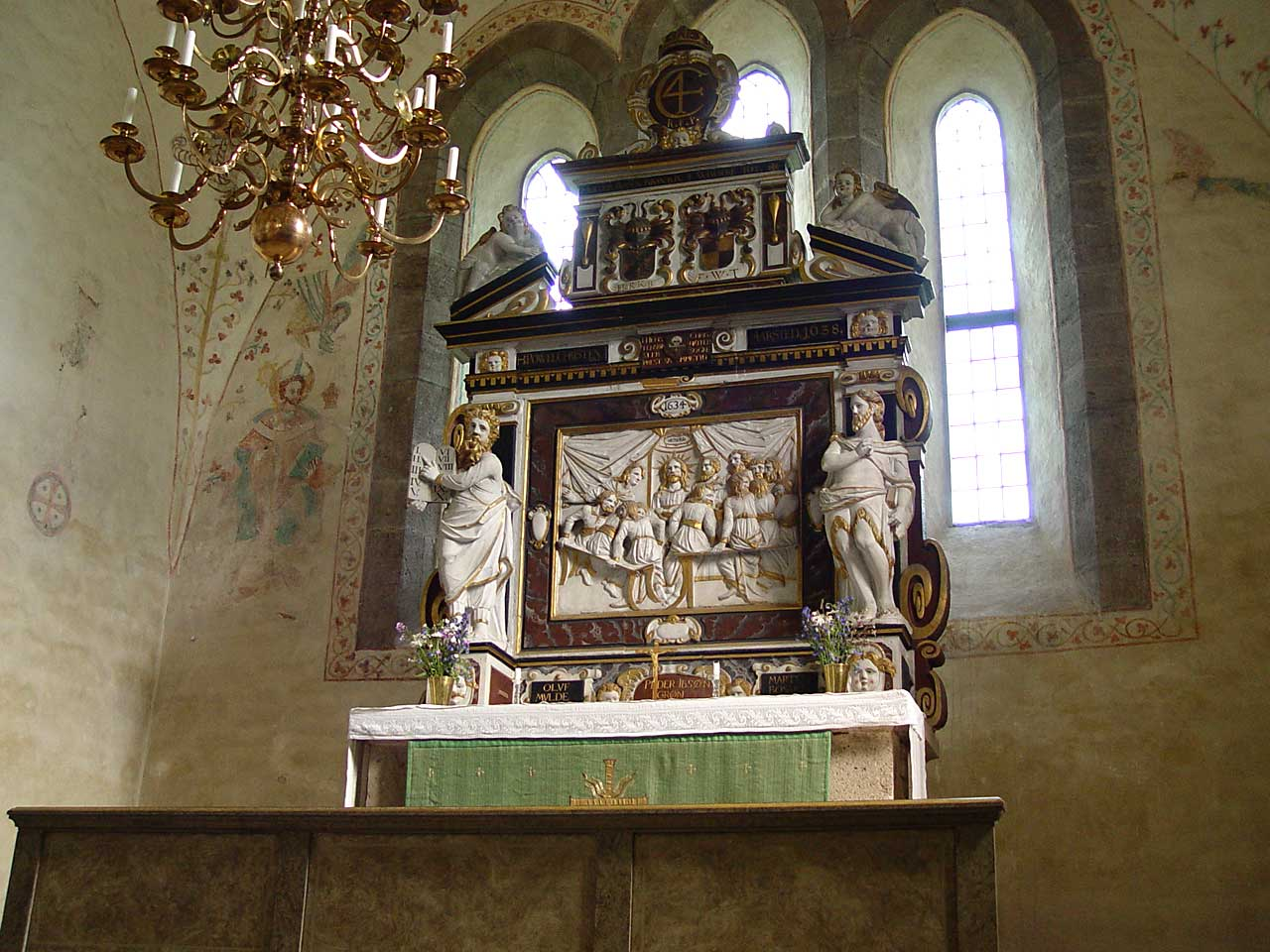
Der Altar vor den drei Fenstern im Chor
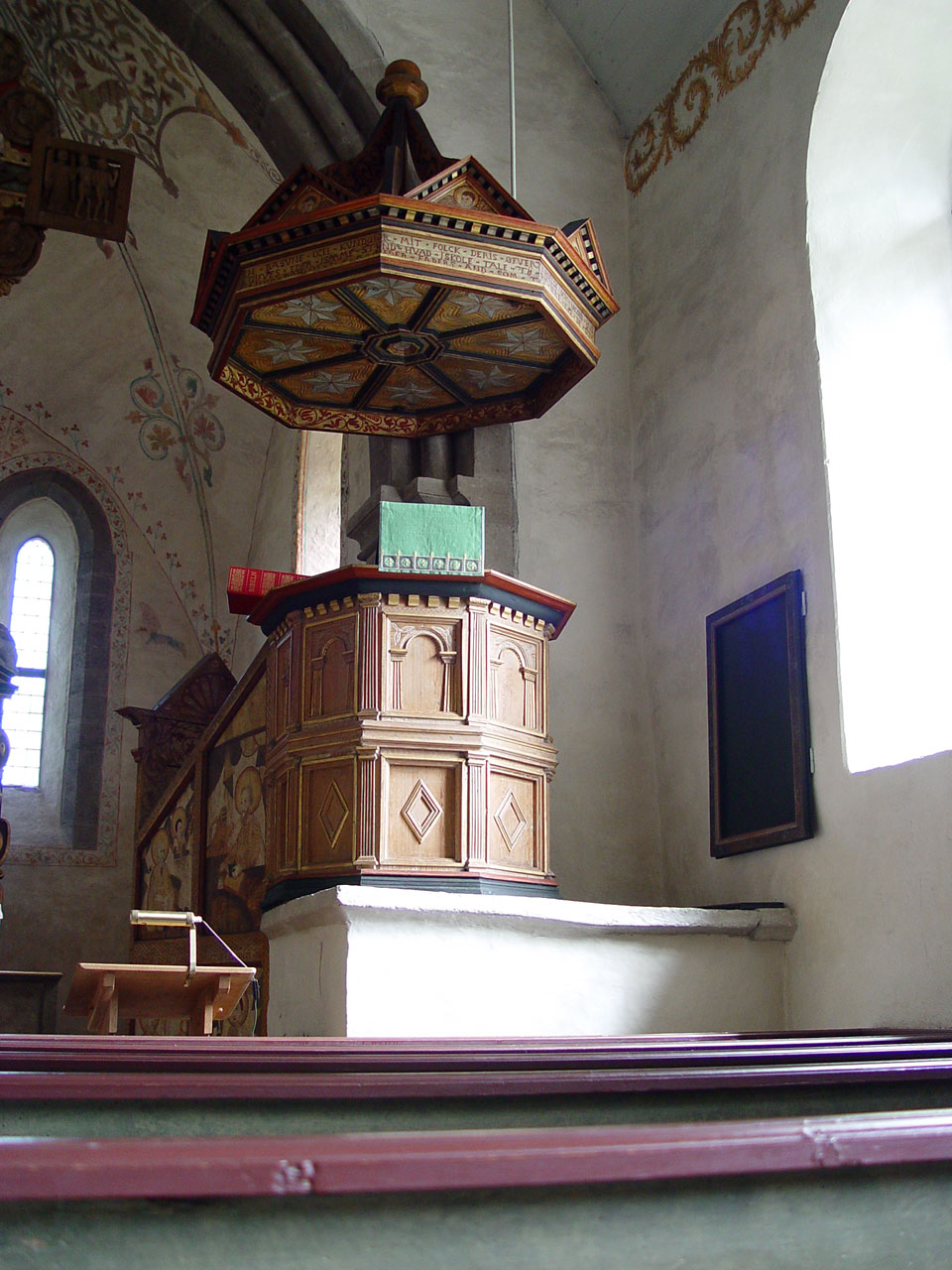
Kanzel von ca. 1600 (?)
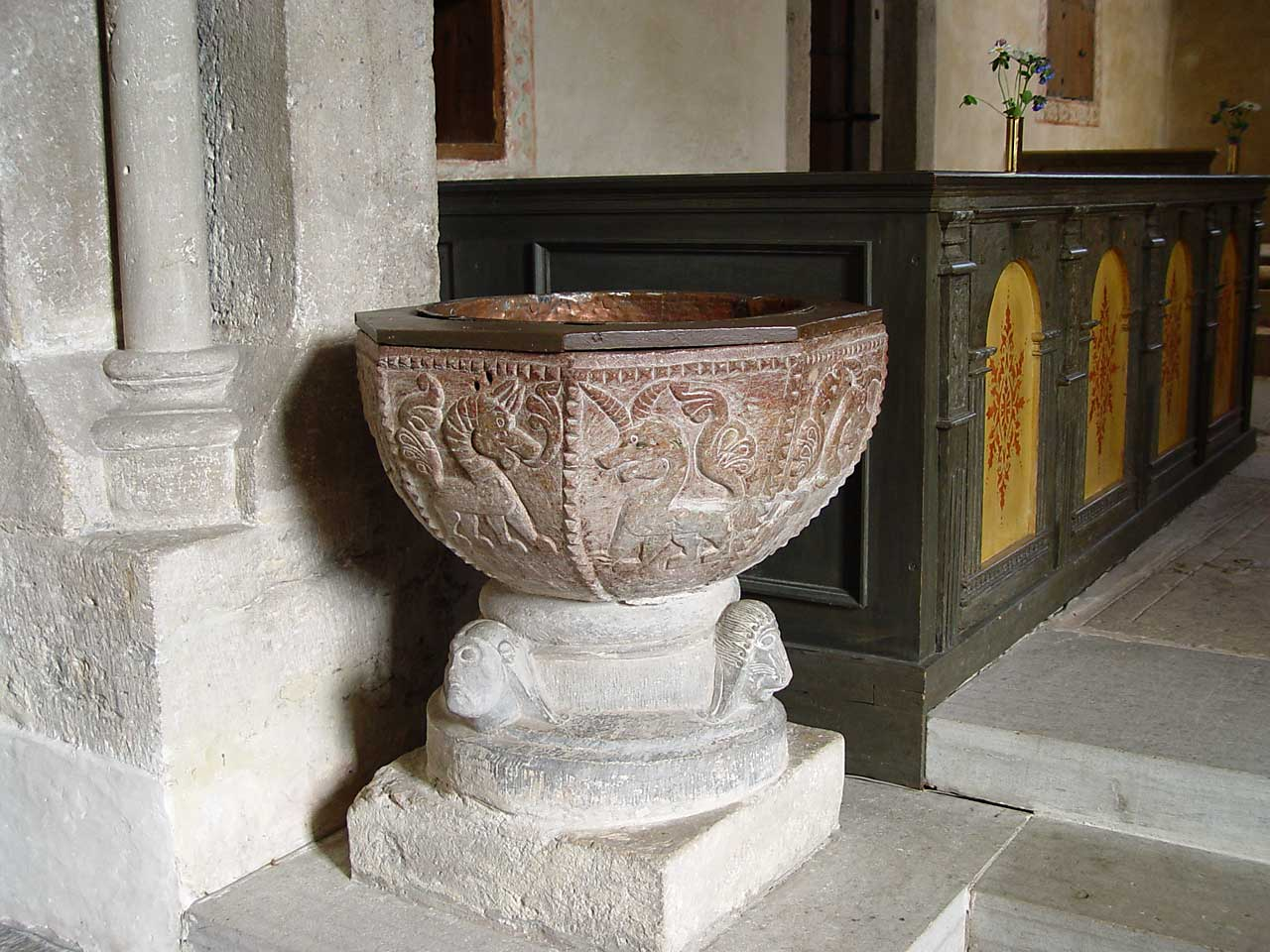
Der Taufstein aus dem 12. Jahrhundert stammt vom Meister Byzantios, die Schale aus dem 14. Jahrhundert